# 撫養町木津
撫養町木津（むやちょうきづ）は、徳島県鳴門市の大字。郵便番号は772-0004。

## 地理
鳴門市の東部、旧吉野川の北方に位置。東は撫養町南浜・撫養町斎田・撫養町黒崎に、西は大津町大代に、南は新池川を隔てて大津町木津野・大津町備前島に、北は中山を経て北灘町櫛木・瀬戸町明神に接する。
地内中央を国道11号（吉野川バイパス・旧明神大津線）が南北に通じる。南端をJR鳴門線が通り、金比羅前駅、教会前駅の2つの駅がある。鳴門インターチェンジの完成により梨園は大きく減少する。また、近年の当地内南部の住宅開発は著しい。
金刀比羅神社・春日神社・八幡神社・長谷寺といった寺社のほかに、天理教撫養大教会がある。
古くから阿波の玄関口として利用されてきた。古くは「こづ」ともいい、木津神とも称した。
「後拾遺和歌集」雑5には、藤原基房の「阿波守になりて又おなじくににかへりなりてくだりけるに、こづかみのうらといふところになみのたつをみてよみ侍りける」という詞書に続いて「こづかみのうらにとしへてよるなみもおなじところにかへるなりけり」の1首がある。なお、江戸期の「阿波志」には、板野郡の郷名として「津屋 木津・大津等恐是」と見える。

### 河川
- 新池川・中山谷川・櫛木川

### 小字
| - 芦谷 - 伊賀山 - 池の内 - イヤケ谷 - 居屋敷 - 内田 | - 嬉谷 - 江田 - 大林 - 奥中山 - 春日山 - 萱谷 | - 川瀬 - 北谷 - 口小屋ケ谷 - 口中山 - 栗木谷 - 小屋ケ谷 | - 小山 - 坂ノ内 - 下川屋 - 城山 - 炭屋谷 - 丹次郎林 | - 西小沖 - 西谷口 - 西谷 - 延谷 - 原畑 - 原見谷 | - 原山 - 東小沖 - 船山 - 防崎 - 前川屋 - 前山 | - 孫右ヱ門山 - 町ノ南 - 松塚 - 見城 - 見山 - 山崎 | - 山畑 - 餘庄須 |  |

## 歴史
江戸期から明治22年にかけては板東郡および板野郡の村であった。寛文4年より板野郡に属す。明治22年に同郡撫養町の大字となった。昭和22年3月には鳴南市、同年5月より現在の鳴門市の字名となる。

## 世帯数と人口
2022年（令和4年）7月31日現在の世帯数と人口は以下の通りである。
| 町丁       | 世帯数    | 人口    |
| ---------- | --------- | ------- |
| 撫養町木津 | 1,245世帯 | 2,681人 |

## 小・中学校の学区
市立小・中学校に通う場合、学区は以下の通りとなる。
| 番地 | 小学校             | 中学校             |
| ---- | ------------------ | ------------------ |
| 全域 | 鳴門市立第一小学校 | 鳴門市立第一中学校 |

## 施設
- 木津城址（市指定史跡）
- 長谷寺（新四国曼荼羅霊場2番札所・阿波北嶺薬師霊場19番札所・阿波西国三十三観音霊場14番札所）
- 金刀比羅神社
- 丹生神社
- 天理教撫養大教会
- 鳴門市分別センター

### かつて存在した施設
- 徳島県立鳴門テクノスクール

## 交通

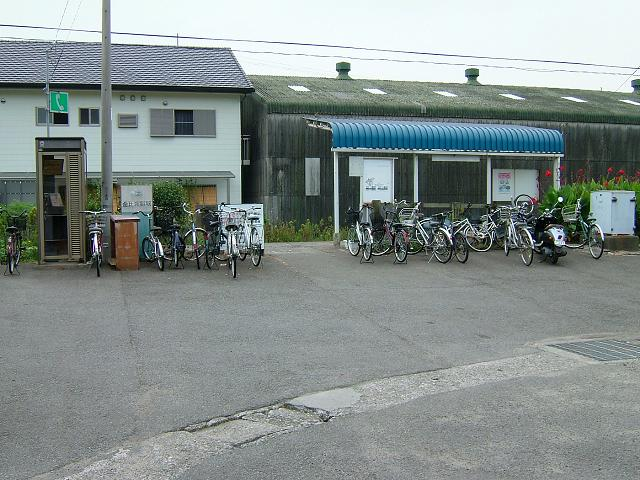
金比羅前駅

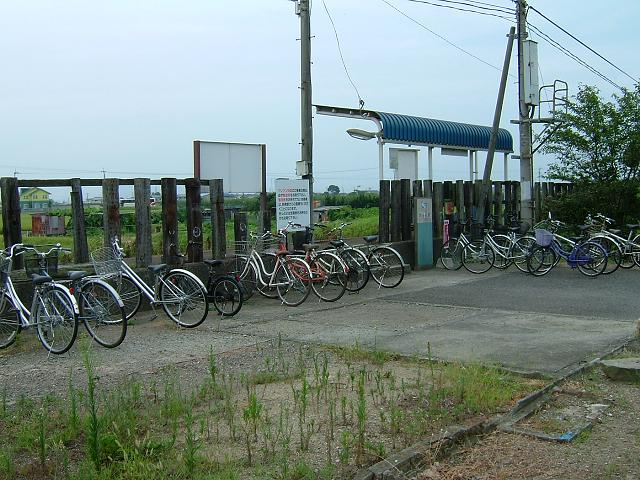
教会前駅

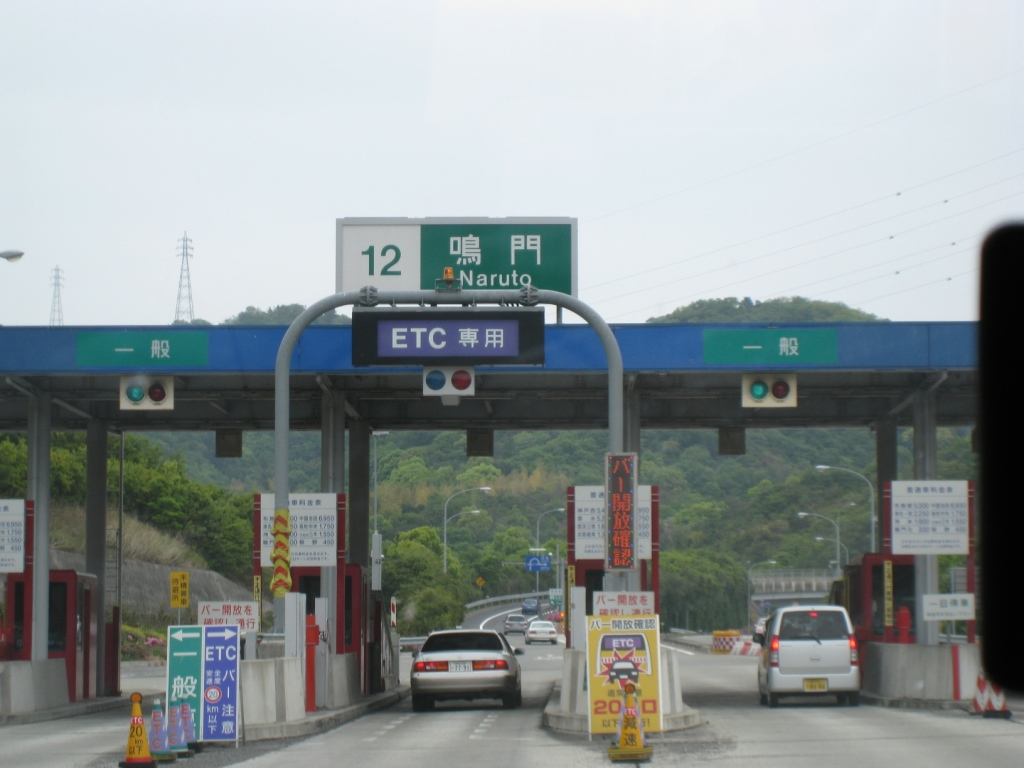
鳴門インターチェンジ

### 鉄道
- JR鳴門線金比羅前駅・教会前駅

### 道路
高速道路
- 鳴門インターチェンジ（神戸淡路鳴門自動車道・高松自動車道）

国道
- 国道377号
- 国道11号（吉野川バイパス）

都道府県道
- 徳島県道11号鳴門公園線
- 徳島県道12号鳴門池田線

### 路線バス
徳島バス
- 金比羅前
- 教会前